# Viktoria Kampbell
Pour l’article ayant un titre homophone, voir Victoria Campbell.
Viktoria Kampbell est une actrice canadienne née le 6 août 1996. Elle joue le rôle de Carole Hanson dans la saison trois de la série Grand Galop. Elle chante plusieurs chansons sur les albums de Grand Galop.